# Esselbach
Esselbach là một đô thị thuộc huyện Main-Spessart, bang Bayern, Đức trong Regierungsbezirk Lower Franconia (Unterfranken) bang Bayern, Đức và thuộc Verwaltungsgemeinschaft (Cộng đồng hành chính) Marktheidenfeld.
Cộng đồng này gồm trung tâm Esselbach và các khu vực ngoại vi Kredenbach và Steinmark. 